# Гомункул (туманность)

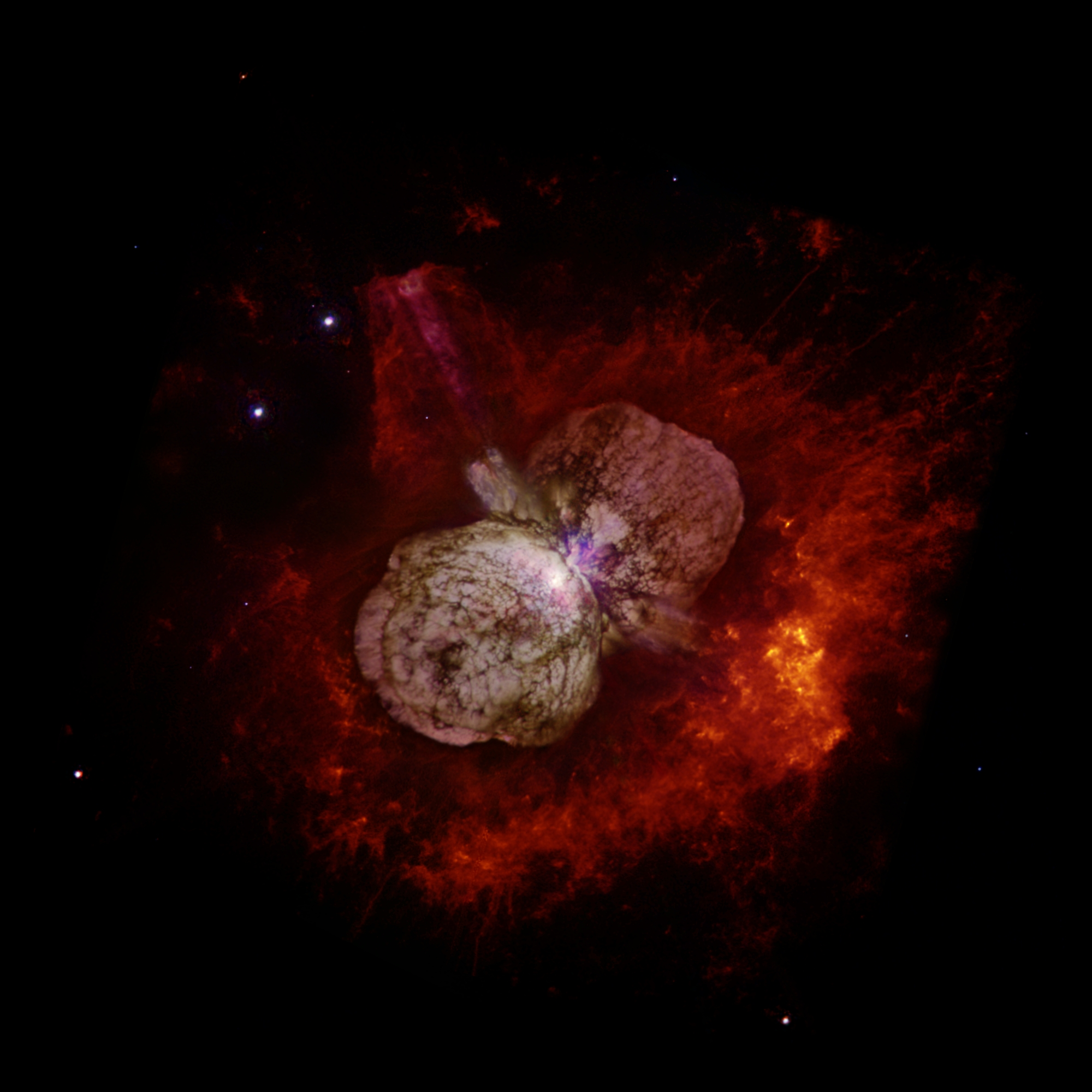
Туманность Гомункул.

Туманность Гому́нкул (от лат. homunculus «маленький человек») — биполярная туманность в созвездии Киля, обязанная своим рождением мощнейшему взрыву сверхмассивной звезды Эта Киля (η Киля) в середине XIX века. Современное название дано в 1950 году Энрико Гавиолой (исп. Ramón Enrique Gaviola). 
Туманность Гомункул окружает звезду Эта Киля, находящуюся в обширной области ионизированного водорода под названием туманность Эта Киля (NGC 3372). Туманность Гомункул образовалась в результате «Великой вспышки» — мощнейшего выброса вещества из Эты Киля в 1842 году, во время которой звезда стала второй по яркости на ночном небе, уступая по этому показателю только Сириусу.
Туманность Гомункул стала видимой после 1900 года, полярный диаметр туманности близок к 0,7 светового года (угловой диаметр около 19 секунд). Скорость расширения на полюсах приблизительно равна 650 км/с; с понижением широты, то есть ближе к экваториальной плоскости туманности, она падает. Масса пыли в Гомункуле близка к 0,04 {\displaystyle M_{\odot }}. Используя стандартную величину отношения газ/пыль в межзвёздном веществе, можно получить оценку полной массы вещества, сброшенного звездою «за раз»: 2–4 {\displaystyle M_{\odot }}. Эта оценка согласуется также с другой оценкой, опирающейся на величину рассеяния в видимом диапазоне. Однако допущения в обоих методах слишком неопределённы, и истинная масса сброшенного вещества может достигать 10 {\displaystyle M_{\odot }}.
Комковатый внешний вид обеих лопастей биполярной туманности, скорее всего, является следствием газодинамических неустойчивостей. Совсем недавно[когда?] были получены свидетельства о существовании крошечной биполярной туманности, спрятанной внутри Гомункула и названной «Маленьким Гомункулом», которая могла появиться в результате Малой вспышки. Малая вспышка на Эте Киля произошла в 1890-х годах.